# Traulia borneensis
Traulia borneensis är en insektsart som beskrevs av Willemse, C. 1921. Traulia borneensis ingår i släktet Traulia och familjen gräshoppor. Inga underarter finns listade i Catalogue of Life.